# 40410 Прігода
40410 Прігода (40410 Příhoda) — астероїд головного поясу, відкритий 4 вересня 1999 року.
Тіссеранів параметр щодо Юпітера — 3,247.